# Sanya Dharmasakti
Sanya Dharmasakti (in lingua thai: สัญญา ธรรมศักดิ์, trascrizione IPA: [saˈɲaː tʰammaˈsak]) (Thonburi, 5 aprile 1907 – Bangkok, 6 gennaio 2002) è stato un politico e giurista thailandese.
È passato alla storia per essere stato il capo del primo governo civile della Thailandia dopo 26 anni di esecutivi gestiti dalle forze armate. Personaggio politico tra i più influenti del Paese nel secondo dopoguerra, dopo il mandato di governo fu per 23 anni presidente del Consiglio Privato, l'organo consultivo del re di Thailandia.

## Biografia

### Famiglia e istruzione
Nacque nella Provincia di Thonburi venerdì 5 aprile del 1907, ed era figlio di Dhammasarnvetvisetpakdee Srisattayawatta Phiriyapaha, detto Thongdee Dharmasakti, e di Shuen Dharmmasarnvet. Compì la trafila degli studi primari e secondari all'Assumption College di Bangkok, dal quale uscì nel 1925 con un diploma in lingua inglese. Entrò poi nella Scuola di Legge del Ministero della Giustizia ottenendo nel 1928 il bachelor con i voti più alti, che gli consentirono di aggiudicarsi la borsa di studio della Fondazione Raphee. Si trasferì allora in Inghilterra per studiare Giurisprudenza all'Accademia del Middle Temple, dove nel 1932 divenne barrister. Ritornato in patria, sposò Pa-nga Dharmasakti, detta anche Phenchart, dalla quale ebbe i due figli Chartsak e Jakatham.

### Carriera professionale

#### In Giurisprudenza
Iniziò a lavorare per il Ministero della Giustizia, divenendo dapprima giudice di corte d'appello e poi, nell'ordine, capo giudice della corte provinciale di Chiang Mai, segretario permanente del Ministero di Giustizia, giudice di corte suprema, capo giudice di corte suprema, capo della corte d'appello e della corte suprema. Dopo il pensionamento, giunto nel 1968, entrò a far parte del Consiglio Privato del re Rama IX. Fu un devoto osservante del Buddhismo ed applicò i precetti di tale religione anche nell'ambito lavorativo nel corso di tutta la carriera. In particolare, fu attivo nel promuovere una cultura di rispetto dei diritti umani.

#### Nella Pubblica Istruzione
Sempre nel 1968, divenne preside della Facoltà di Giurisprudenza dell'Università Thammasat, diventando in seguito rettore dell'ateneo. Nel corso della sua carriera di giudice, Sanya era comunque spesso stato lettore all'università ed aveva tenuto diversi seminari sulla Giurisprudenza. Continuò a contribuire all'educazione del Paese anche dopo che abbandonò gli incarichi alla Thammasat nel 1973.

### Carriera politica

#### Primo ministro

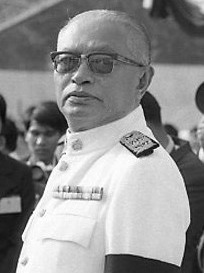
Primo ministro nel 1974

Nell'ottobre del 1973, quando era preside della Facoltà, ebbe luogo l'imponente sollevazione popolare che pose fine alla dittatura militare del feldmaresciallo e primo ministro Thanom Kittikachorn. Il 14 ottobre, l'esercito tentò inutilmente di soffocare con la violenza la protesta dei dimostranti, a cui il re diede rifugio aprendo i cancelli della propria residenza, il Palazzo Chitralada. Le truppe al comando del generale Krit Srivara si ritirarono ed il re chiese al dittatore di lasciare il Paese. In serata, Thanom Kittikachorn rassegnò le dimissioni e un'ora dopo il sovrano apparve in un canale televisivo di Stato per annunciare la sostituzione del dittatore come primo ministro con Sanya Dharmasakti, che fu nominato con regio decreto.
Venne subito nominata una commissione incaricata di stilare una nuova costituzione democratica, ma non ebbe successo. Sarebbe stata promulgata dopo il mandato di Dharmasakti, nell'ottobre del 1974, dopo accese discussioni e sostanziali modifiche rispetto alla bozza originale. Nel dicembre del 1973, il sovrano nominò 2.346 membri dell'Assemblea Generale Nazionale che elessero i 299 membri del nuovo parlamento. In questo periodo Rama IX guadagnò popolarità e sarebbe diventato il principale referente per i suoi sudditi negli anni che seguirono.
L'acutizzarsi della lotta di classe e la riorganizzazione dei militari aprirono un periodo di instabilità nel paese. Le élite che ruotavano attorno all'aristocrazia e ai vertici militari si ricompattarono, nel timore che il comunismo dilagasse come stava succedendo nei vicini Vietnam, Laos e Cambogia dopo il ritiro delle forze armate statunitensi dalla guerra del Vietnam. Tali timori erano alimentati dall'aumento dell'attività della guerriglia comunista nell'Isan, nel nordest del Paese. A partire dal 1974 si infittirono le azioni provocatorie di nuove organizzazioni dell'estrema destra di ispirazione nazionalistica, religiosa e monarchica. Tra queste organizzazioni, si distinsero il movimento Nawaphon, e i gruppi paramilitari dei Gaur Rossi e degli Scout del Villaggio, organizzati dall'unità antiguerriglia dell'esercito chiamata Comando Operazioni per la Sicurezza Interna.
Il governo di Dharmasakti ebbe il timore di privare i militari dei privilegi che storicamente detenevano e questi poterono agire indisturbati. Non riuscì inoltre a risolvere la crisi economica in cui si trovava il Paese. La classe media si lamentò per essere uscita indebolita economicamente e socialmente dal cambiamento politico. Gli studenti e le sinistre, euforici dopo il trionfo di ottobre, furono delusi per le mancate riforme e per il perdurare della presenza di militari statunitensi in Thailandia, dove erano stanziati da diversi anni per sostenere le operazioni nella guerra del Vietnam. Le classi più povere, in particolare i contadini, soffrirono e protestarono per l'aggravarsi delle condizioni economiche del Paese.
L'aumento delle proteste studentesche portò il ministro dell'Istruzione a rassegnare le dimissioni l'11 maggio 1974, il 22 dello stesso mese si dimise anche Sanya ed il governo si sciolse. Il parlamento gli riaffidò il mandato cinque giorni dopo, furono fissate le elezioni per il successivo 26 gennaio e il nuovo esecutivo di Sanya si sciolse il 14 febbraio 1975, per far posto al governo di coalizione delle destre guidato da Seni Pramoj.

#### Presidente del Consiglio Privato
Conclusa la carriera parlamentare, Sanya continuò a far parte del Consiglio Privato del sovrano, dove era entrato nel 1968. Il 5 dicembre 1975 fu nominato presidente di tale consiglio, carica che mantenne per 23 anni. Il 4 settembre 1998, giunto all'età di 91 anni, diede le dimissioni per ragioni di salute e la carica fu assegnata a Prem Tinsulanonda.